# Euastacus monteithorum
Euastacus monteithorum é uma espécie de crustáceo da família Parastacidae.
É endémica da Austrália.